# Aurelio Drago
Aurelio Drago est un homme politique italien, né à Naso le 21 janvier 1873, mort à Palerme le 27 juillet 1955.
Socialiste modéré et réformiste palermitain, il est député puis sénateur.

## Biographie
Membre du Parti socialiste italien, Aurelio Drago dirige les forces socialistes palermitaines avec Alessandro Tasca. Ensemble, ils quittent le PSI pour le Parti socialiste réformiste italien avec la majorité des socialistes palermitains, dont Tasca et Rosario Garibaldi Bosco, considérant que la conquête de la Libye peut être une source de travail et d'enrichissement pour le peuple méridional. 
Il est élu député de la circonscription de Cefalù lors des élections législatives de 1913
Lors des élections administratives à Palerme en juillet 1914, l'Union des partis populaires pour laquelle il est candidat aux côtés des parlementaires Restivo, Tasca et Di Stefano, des universitaires Giuffrè, Arnaldo Trambusti, Emanuele Carnevale et Gaetano Lodato, l'écrivain républicain Luigi Natoli et le publiciste Oreste Lo Valvo, n'envoie aucun élu au conseil municipal face à la majorité absolue obtenue par les partisans de Nunzio Nasi. 
Il est élu en 1919 à Palerme profitant d'une meilleure implantation au-delà de la ville en tant que député sortant de Cefalù et des basses Madonies, et réélu en 1921 sur la liste d'Union nationale d'Orlando, qui agrège autour des libéraux, des anciens combattants, des réformateurs sociaux et des radicaux. 
Mais rapidement après la marche sur Rome, il se rallie au Parti national fasciste, le journal fasciste palermitain Fiamma Nazionale, dénoncant son opportunisme et ses liens avec les clans mafieux de Cefalù. 
Il est ensuite sénateur. 